# Венафро
Венафро (на италиански: Venafro, на лат.: Venafrum, гръцки: Οὐέναφρον) е град и община в провинция Изерния, регион Молизе, Южна Италия. В него живеят 11 523 жители (2008 г.).
През древността се казва Венафрум и е град на самнитите в долината на Волтурно. По времето на император Август става колония.
През 346 г. земетресение засяга амфитеатъра.